# Gemuño
Gemuño település Spanyolországban, Ávila tartományban. Gemuño Ávila, Riofrío, Mironcillo, Sotalbo, Salobral és El Fresno községekkel határos. Lakosainak száma 142 fő (2024).

## Népesség
A település népessége az utóbbi években az alábbiak szerint változott:
| Lakosok száma | 215  | 192  | 184  | 169  | 162  | 161  | 161  | 156  | 147  | 142  |
|               | 2001 | 2004 | 2006 | 2009 | 2011 | 2014 | 2016 | 2019 | 2021 | 2024 |